# Long Way
Long Way è un singolo del gruppo musicale folk e indie rock 77 Bombay Street, il secondo estratto dal primo album studio Up in the Sky. È stato pubblicato il 13 marzo 2011.

## Tracce
CD e iTunes
1. Long Way - 3:33

## Formazione
- Matt Buchli - voce, chitarra acustica
- Joe Buchli - chitarra elettrica
- Simri-Ramon Buchli - basso
- Esra Buchli - batteria